# Chiesa di San Gaudenzo
L'antica Chiesa di San Gaudenzo era una chiesa cattolica di Rimini, costruita nel 1856. 
L'edificio fu distrutto sotto i bombardamenti del 1944. Nel dopoguerra fu costruita una chiesa più grande.

## Storia

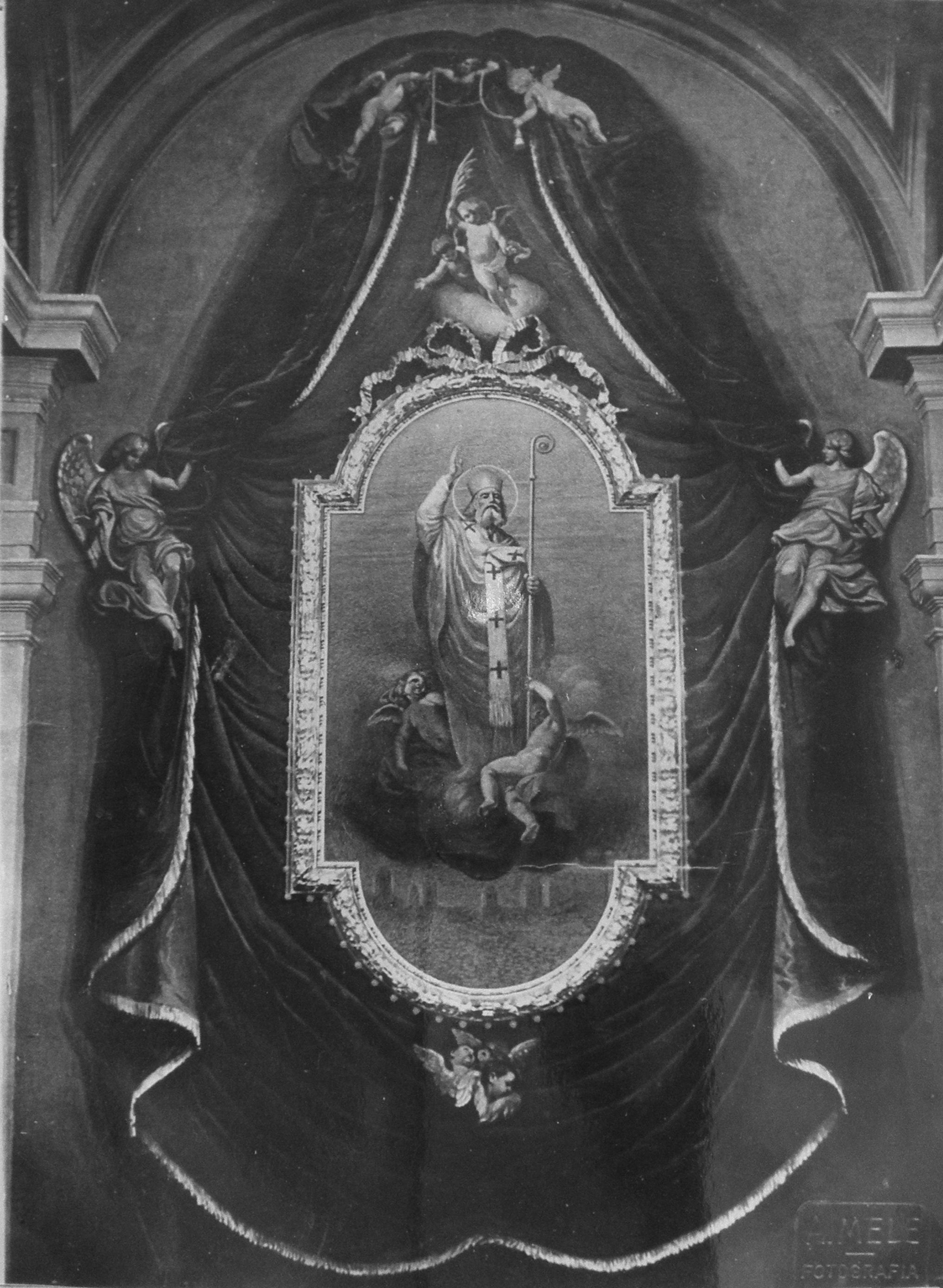
La Pala di San Gaudenzo (1918), distrutta nel dopoguerra durante la costruzione della nuova chiesa

Nel XIX secolo il Borgo Sant'Andrea, situato fuori dalle mure medievali nei pressi di Porta Montanara, iniziò a svilupparsi con la nascita di attività industriali. Il borgo prendeva il nome dall'antica chiesa dedicata ai Santi Andrea, Donato e Giustina, distrutta durante l'assedio di Rimini del 1463. Con l'ampliarsi del borgo nacque l'esigenza di una nuova chiesa, che fu inaugurata nel 1856 su progetto di Filippo Morolli. Si decise di dedicare l'edificio a San Gaudenzo, patrono della città. Rimini infatti non aveva più una chiesa dedicata al patrono dopo che il Santuario di San Gaudenzio, costruito sulla via Flaminia nei pressi del luogo presunto del martirio, era stato distrutto durante l'occupazione Napoleonica.
Il campanile originale fu distrutto dal terremoto del 1916 e ricostruito nel 1921.
La chiesa subì il primo, rilevante danno quando il 6 marzo 1943 la sua facciata fu colpita da un aereo da addestramento impegnato in un'esercitazione. Una lapide posta sul lato sinistro del nuovo edificio ricorda l'evento.
La chiesa fu definitivamente rasa al suolo durante i bombardamenti avvenuti tra il 12 e il 15 marzo 1944.
Nel dopoguerra fu costruita una nuova chiesa su progetto di Luigi Campanini, che si discostava in stile e dimensioni dalla precedente. I lavori iniziarono nel 1948 e terminarono nel 1950.

## Architettura
La chiesa era a navata unica, con abside piano e cappelle laterali. Per volontà del progettista l'interno era semplice, privo di stucchi e pitture, e con decorazioni limitate a cornici e lesene modanate.

## Opere d'arte
Molte delle opere d'arte custodite all'interno della chiesa sono state distrutte durante i bombardamenti. Tra le opere perdute vi è la pala d'altare rappresentante San Gaudenzo, opera del riminese Francesco Brici (1870-1950), dipinta a tempera sul muro e risalente al 1918. Sebbene solo scalfita dalle bombe, fu distrutta durante i lavori per la costruzione della nuova chiesa, in quanto il muro su cui era dipinta fu demolito per poter ingrandire l'edificio. 
Le uniche opere superstiti sono un San Sebastiano del Seicento, copia da Guido Reni, una Visione di San Gaetano, in passato attribuita a don Stefano Montanari e oggi al suo allievo Agostino Boldrini, e un San Giuda Taddeo di Francesco Brici.